# Paraphalaenopsis
Chi Paraphalaenopsis, viết tắt là Prphln trong ngành trồng lan, là một thành viên của Orchidaceae), bao gồm 4 loài đặc hữu Borneo và loài lai tự nhiên (chưa khẳng định), Paraphalaenopsis × thorntonii (P. denevei × P. serpentilingua).
Chúng tương tự về hình thái với Phalaenopsis và trong một thời gian dài coi là loài của chi đó. Hoa của chúng rất giống, nhưng lá của Paraphalaenopsis là hình trụ và dài hạn (từ 35 cm lên đến 3m trong canh tác) và giống như những chiếc lá holcoglossum. Đây là các phụ sinh nở hoa vào đầu mùa xuân.

## Hình ảnh

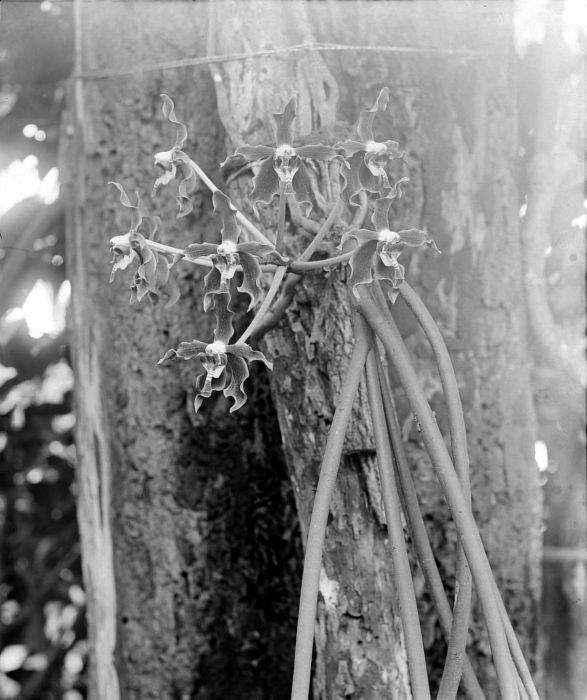

## Danh sách các loài
- Paraphalaenopsis denevei
- Paraphalaenopsis labukensis
- Paraphalaenopsis laycockii
- Paraphalaenopsis serpentilingua